# George Vancouver
George Vancouver (King's Lynn, 22 de junho de 1757 — Petersham, 10 de maio de 1798) foi um oficial britânico da Marinha Real mais conhecido por sua expedição de 1791 a 1795, que explorou e cartografou as regiões da costa do Pacífico noroeste da América do Norte, incluindo as costas do que hoje é a província canadense da Colúmbia Britânica, bem como dos estados americanos do Alasca, Washington e Oregon. Ele também explorou as ilhas havaianas e a costa sudoeste da Austrália.
A Ilha de Vancouver, a cidade de Vancouver na Colúmbia Britânica, assim como Vancouver, Washington nos Estados Unidos, são todas nomeadas em sua homenagem. O Monte Vancouver, na fronteira canadense-americana entre Yukon e o Alasca, e a sexta montanha mais alta da Nova Zelândia e também Monte Vancouver, receberam o nome dele.

## Juventude
George Vancouver nasceu na cidade portuária de King's Lynn Norfolk, Inglaterra) em 22 de junho de 1757 - o sexto e mais novo filho de John Jasper Vancouver, um colecionador adjunto de alfândega de origem holandesa, e de Bridget Berners. O sobrenome Vancouver vem de Coevorden, província de Drenthe, Holanda (Koevern em baixo saxão holandês).
Em 1771, aos 13 anos, Vancouver entrou para a Marinha Real como um "jovem cavalheiro", um futuro candidato a aspirante. ele foi selecionado para servir como um aspirante a bordo HMS Resolution, para a segunda viagem de James Cook (1772-1775) procura da Terra Australis. Ele também navegou com Cook terceira viagem (1776-1780), desta vez a bordo de HMS Resolution navio companheiro, HMS Discovery, e esteve presente durante o primeiro avistamento Europeu e exploração das ilhas havaianas. pós seu retorno à Grã-Bretanha em outubro de 1780, Vancouver foi comissionado como tenente e postado a bordo do saveiro HMS Martin - inicialmente em escolta e patrulha no Canal da Mancha e no Mar do Norte. Ele acompanhou o navio quando ele deixou Plymouth em 11 de fevereiro de 1782 para as Índias Ocidentais. Em 7 de maio de 1782 foi nomeado quarto tenente do navio de 74 canhões HMS Fame, que na época fazia parte da Frota das Índias Ocidentais britânicas e designado para patrulhar as ilhas de Sotavento, controladas pela França. Vancouver subsequentemente entrou em ação na Batalha de Saintes (Abril de 1782), em que se destacou. Vancouver voltou para a Inglaterra em junho de 1783.
No final da década de 1780, o Império Espanhol encomendou uma expedição ao noroeste do Pacífico. Em 1789, a Crise Nootka se desenvolveu, e a Espanha e a Grã-Bretanha chegaram perto da guerra pela propriedade do Nootka Sound na Ilha de Vancouver contemporânea e - de maior importância - pelo direito de colonizar e colonizar a costa noroeste do Pacífico. Henry Roberts havia assumido recentemente o comando do navio de pesquisa HMS Discovery (um novo navio nomeado em homenagem ao navio na viagem de Cook) com a perspectiva de outra viagem ao redor do mundo, e Roberts selecionou Vancouver como seu primeiro lugar-tenente, mas os dois foram então destacados para outros navios de guerra devido à crise. Vancouver acompanhou Joseph Whidbey no navio de 74 canhões HMS Courageux. Quando a primeira Convenção de Nootka encerrou a crise em 1790, Vancouver recebeu o comando do Discovery para tomar posse de Nootka Sound e fazer o levantamento das costas.

## Explorações

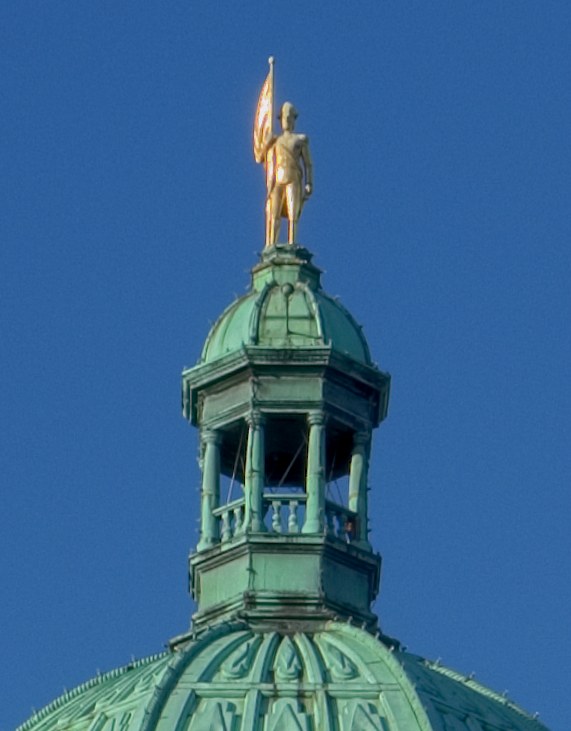
Estátua dourada em tamanho real de George Vancouver nos edifícios legislativos da Colúmbia Britânica em Victoria.

### Expedição Vancouver
Partindo da Inglaterra com dois navios, HMS Discovery e HMS Chatham, em 1º de abril de 1791, Vancouver comandou uma expedição encarregada de explorar a região do Pacífico. Em seu primeiro ano, a expedição viajou para a Cidade do Cabo, Austrália, Nova Zelândia, Taiti e Havaí, coletando amostras botânicas e pesquisando litorais ao longo do caminho. Ele reivindicou formalmente em Possession Point, King George Sound, agora a cidade de Albany, Australia Ocidental para os britânicos. Seguindo para a América do Norte, Vancouver seguiu as costas dos atuais Oregon e Washington em direção ao norte. Em abril de 1792 ele encontrou o capitão americano Robert Gray ao largo da costa do Oregon, pouco antes de Gray subir o rio Columbia.
Vancouver entrou no estreito de Juan de Fuca, entre a ilha de Vancouver e o atual estado de Washington, em 29 de abril de 1792. Suas ordens incluíram um levantamento de todas as entradas e saídas na costa oeste do continente, até o norte do Alasca. A maior parte desse trabalho foi em pequenas embarcações movidas por vela e remo; manobrar navios maiores movidos a vela em águas desconhecidas era geralmente impraticável e perigoso.
Vancouver nomeou muitos recursos para seus oficiais, amigos, associados e seu navio Discovery, incluindo:
- Mount Baker –  após o terceiro tenente do Discovery, Joseph Baker, o primeiro na expedição a avistá-lo.
- Mount St. Helens – em homenagem a seu amigo, Alleyne Fitzherbert, 1º Barão de St. Helens
- Puget Sound – em homenagem ao segundo tenente do Discovery, Peter Puget,[8] que explorou seu território ao sul.
- Mount Rainier – em homenagem a seu amigo, Contra-Almirante Peter Rainier
- Port Gardner e Port Susan, Washington – em homenagem a seu ex-comandante, o vice-almirante Sir Alan Gardner e sua esposa Susannah, Lady Gardnerr.
- Ilha Whidbey – em homenagem ao engenheiro naval Joseph Whidbey.
- Passagem Discovery, Ilha Discovery, Baia Discovery e Porto Discovery.

Depois de uma expedição espanhola em 1791, Vancouver foi o segundo europeu a entrar em Burrard Inlet em 13 de junho de 1792, batizado com o nome de seu amigo Sir Harry Burrard em É a principal área atual do porto da cidade de Vancouver, além do Stanley Park. Ele inspecionou Howe Sound e Jervis Inlet nos nove dias seguintes. Então, em seu 35º aniversário em 22 de junho de 1792, ele retornou a Point Gray, a localização atual da Universidade da Columbia Britânica. Aqui ele conheceu inesperadamente uma expedição espanhola liderada por Dionisio Alcalá Galiano e Cayetano Valdés y Flores. Vancouver estava "mortificado" (palavra dele) ao saber que já possuíam uma carta tosca do Estreito da Geórgia baseada na viagem exploratória de 1791 de José María Narváez no ano anterior, sob o comando de Francisco de Eliza. Por três semanas, eles exploraram cooperativamente o Estreito da Geórgia e a área das Ilhas Discovery antes de navegar separadamente para Nootka Sound.
Após o término da temporada de levantamentos de verão, em agosto de 1792, Vancouver foi para Nootka, então o porto mais importante da região, na atual Ilha de Vancouver. Aqui ele deveria receber todos os edifícios e terras britânicos devolvidos pelos espanhóis de reivindicações de Francisco de Eliza para a coroa espanhola. O comandante espanhol, Juan Francisco Bodega y Quadra, foi muito cordial e ele e Vancouver trocaram os mapas que haviam feito, mas nenhum acordo foi alcançado; eles decidiram aguardar novas instruções. Naquela época, eles decidiram nomear a grande ilha na qual Nootka agora estava comprovadamente localizada como Quadra e Ilha de Vancouver. Anos mais tarde, com o declínio da influência espanhola, o nome foi encurtado para simplesmente Ilha de Vancouver.
Enquanto estava no Nootka Sound, Vancouver adquiriu a carta de Robert Gray do baixo rio Columbia. Gray entrara no rio durante o verão antes de navegar para Nootka Sound para reparos. Vancouver percebeu a importância de verificar as informações de Gray e conduzir uma pesquisa mais completa. Em outubro de 1792, ele enviou o tenente William Robert Broughton com vários barcos rio acima. Broughton chegou até a garganta do rio Columbia, avistando e batizando o nome do Monte Hood.
Vancouver navegou para o sul ao longo da costa da Alta Califórnia espanhola, visitando as aldeias Chumash em Point Conception e perto da Missão San Buenaventura. Vancouver passou o inverno continuando a exploração das Ilhas Sandwich, as ilhas contemporâneas do Havaí.

### Mais explorações
No ano seguinte, 1793, ele retornou à Colúmbia Britânica e prosseguiu para o norte, sem saber, perdendo o explorador terrestre Alexander Mackenzie por apenas 48 dias. Ele chegou a 56 ° 30'N, tendo explorado o norte de Point Menzies no Canal de Burke até a costa noroeste da Ilha do Príncipe de Gales. Ele navegou ao redor desta última ilha, além de circunavegar a Ilha Revillagigedo e mapear partes das costas das Ilhas Mitkof, Zarembo, Etolin, Wrangell, Kuiu e Kupreanof. Com a piora do tempo, ele navegou para o sul, para Alta Califórnia, na esperança de encontrar Bodega y Quadra e cumprir sua missão territorial, mas o espanhol não estava lá. Ele novamente passou o inverno nas Ilhas Sandwich.
Em 1794, ele foi pela primeira vez para Cook Inlet, o ponto mais ao norte de sua exploração, e de lá seguiu a costa para o sul. Grupos de barco mapearam a costa leste das Ilhas Chichagof e Baranof, circunavegaram a Ilha do Almirantado, exploraram a cabeceira do Canal Lynn e mapearam o resto da Ilha Kuiu e quase toda a Ilha Kupreanof. Ele então partiu para a Grã-Bretanha por meio do Cabo Horn, retornando em setembro de 1795, completando assim uma circunavegação da América do Sul.

## Vida posterior

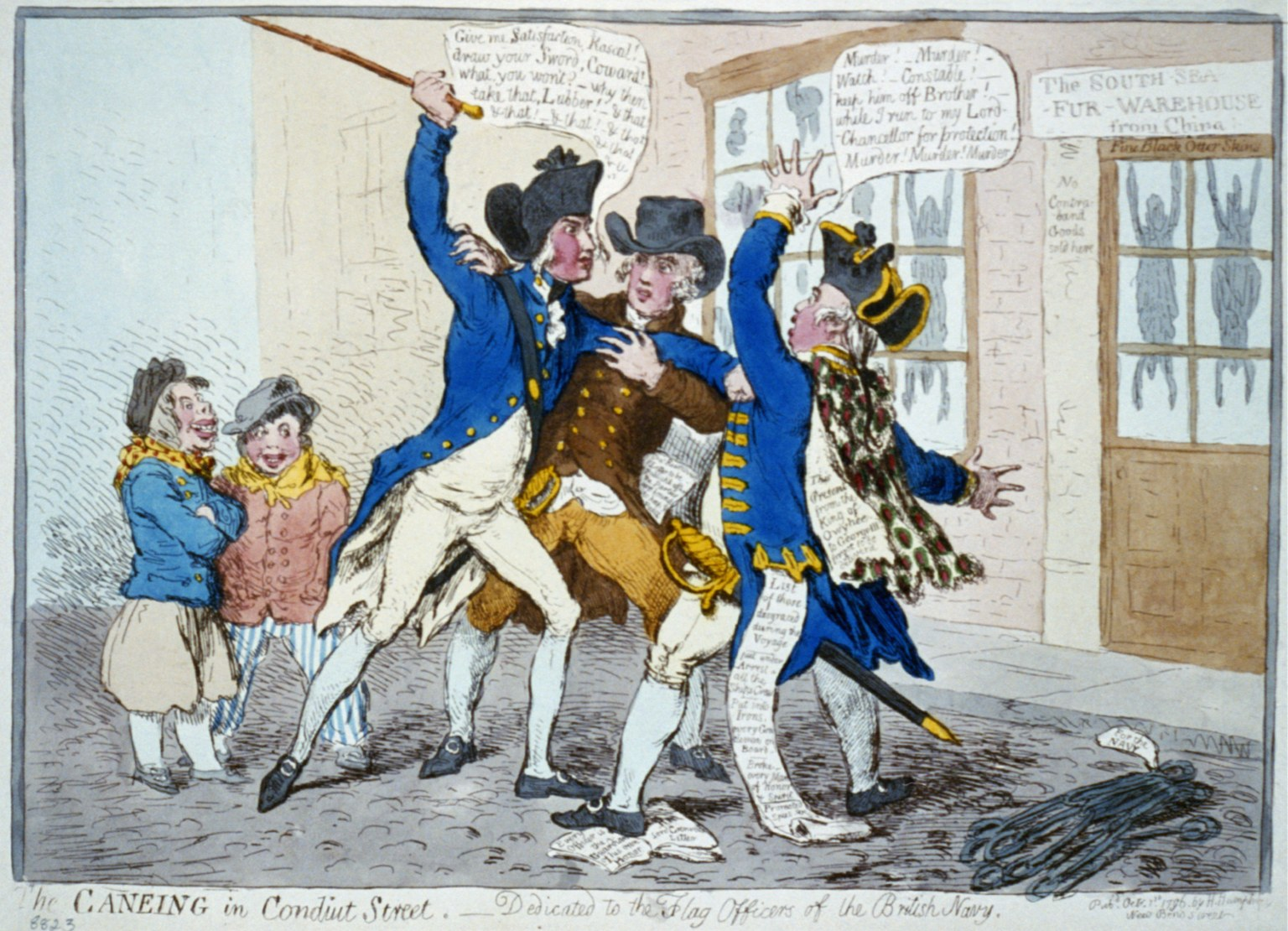
Em The Caneing in Conduit Street (1796), James Gillray fez uma caricatura do assalto de Pitt na esquina de Vancouver

Quando Vancouver voltou para casa, o público em geral estava mais interessado na guerra do que nos resultados das expedições no Pacífico. Vancouver enfrentou inúmeras hostilidades.
- Já em janeiro de 1793, Thomas Manby, o companheiro do HMS Chatham, escreveu em uma carta que Vancouver havia mostrado um comportamento cada vez mais arrogante durante a viagem e regularmente tinha discussões violentas com seus subordinados.
- Archibald Menzies (que era amigo próximo de Joseph Banks, presidente da Royal Society) reclamou que seu assistente foi chamado para servir no convés durante uma tempestade no Atlântico e que as amostras de plantas coletadas foram danificadas como resultado.
- Joseph Whidbey, o astrônomo da expedição, pediu um pagamento melhor por seus serviços.
- Thomas Pitt, 2º Barão Camelford, primo do Primeiro Ministro William Pitt, o Jovem, foi enviado de volta para a Inglaterra com o HMS Daedalus no final de 1793 por causa de vários erros disciplinares e desafiou Vancouver para um duelo. Vancouver foi criticado em vários jornais e atacado fisicamente por Pitt em uma esquina de Londres.

Além de todas as complicações políticas e sociais, Vancouver estava ficando cada vez mais doente, provavelmente de hipertireoidismo. Ele já havia se aposentado da Marinha Real em novembro de 1795 e se estabelecido em Petersham, uma pequena vila perto de Richmond upon Thames, para escrever seu relatório de expedição.

## Morte
Ele morreu em 10 de maio de 1798 aos 40 anos. Seu irmão John completou o relatório e Peter Puget completou o mapeamento.
Vancouver, que já foi um dos maiores exploradores e navegadores da Grã-Bretanha, morreu na obscuridade em 10 de maio de 1798 aos 40 anos, menos de três anos após completar suas viagens e expedições. Nenhuma causa oficial de morte foi declarada, pois os registros médicos pertencentes a Vancouver foram destruídos; um médico chamado John Naish afirmou que Vancouver morreu de insuficiência renal, enquanto outros acreditavam que era uma doença hipertireoidiana. Seu túmulo está no cemitério da Igreja de São Pedro, Petersham, no bairro londrino de Richmond upon Thames, Inglaterra.

## Obras de George Vancouver
O Almirantado instruiu Vancouver a publicar uma narrativa de sua viagem, que ele começou a escrever no início de 1796 em Petersham. Na época de sua morte, o manuscrito abrangia o período até meados de 1795. A obra, Uma Viagem de Descoberta ao Oceano Pacífico Norte e ao Redor do Mundo, foi concluída por seu irmão John e publicada em três volumes no outono de 1798. Uma segunda edição foi publicada em 1801 em seis volumes.
- A Voyage of Discovery to the North Pacific Ocean: And Round the World, Volume 1
- A Voyage of Discovery to the North Pacific Ocean: And Round the World, Volume 2
- A Voyage of Discovery to the North Pacific Ocean: And Round the World, Volume 3

Uma edição anotada moderna (1984) de W. Kaye Lamb foi rebatizada de The Voyage of George Vancouver 1791-1795 e publicada em quatro volumes pela Hakluyt Society of London, England.